# Anastasiya Sedova
Anastasiya Nikoláyevna Sedova –en ruso, Анастасия Николаевна Седова– (Sarov, 4 de febrero de 1995) es una deportista rusa que compite en esquí de fondo.
Participó en los Juegos Olímpicos de Pyeongchang 2018, obteniendo una medalla de bronce en el relevo 4 × 5 km (junto con Natalia Nepriayeva, Yuliya Belorukova y Anna Nechayevskaya). Ganó una medalla de bronce en el Campeonato Mundial de Esquí Nórdico de 2019, en la misma prueba.

## Palmarés internacional
| Juegos Olímpicos   | Juegos Olímpicos            | Juegos Olímpicos  | Juegos Olímpicos |
| Año                | Lugar                       | Medalla           | Prueba           |
| ------------------ | --------------------------- | ----------------- | ---------------- |
| 2018               | Pyeongchang (Corea del Sur) | Medalla de bronce | Relevo 4 × 5 km  |
| Campeonato Mundial |                             |                   |                  |
| Año                | Lugar                       | Medalla           | Prueba           |
| 2019               | Seefeld (Austria)           | Medalla de bronce | Relevo 4 × 5 km  |